# Deania
Deania is een geslacht van kraakbeenvissen uit de familie van de zwelghaaien en snavelhaaien (Centrophoridae).

## Soorten
- Deania calcea (Lowe, 1839) – Spitssnuitsnavelhaai
- Deania hystricosa (Garman, 1906) – Ruwe langsnuitsnavelhaai
- Deania profundorum (Smith & Radcliffe, 1912) – Pijlpuntsnavelhaai
- Deania quadrispinosa (McCulloch, 1915)